# Mentzelioideae
Die Mentzelioideae sind eine Unterfamilie aus der Familie der Blumennesselgewächse (Loasaceae).

## Beschreibung
Die oberen Blätter sind stets wechselständig, jene im unteren Teil der Pflanze gegenständig. Sie sind mit stechenden Trichomen besetzt, gelegentlich finden sich Nesselhaare.
Die Blütenstände sind endständig thyrsenähnlich, häufig auch ohne Metatopie. Die aufrechten Blüten sind gestielt oder ungestielt. Vor jeder Einzelblüte stehen zwei brakteose oder frondose Vorblätter. 

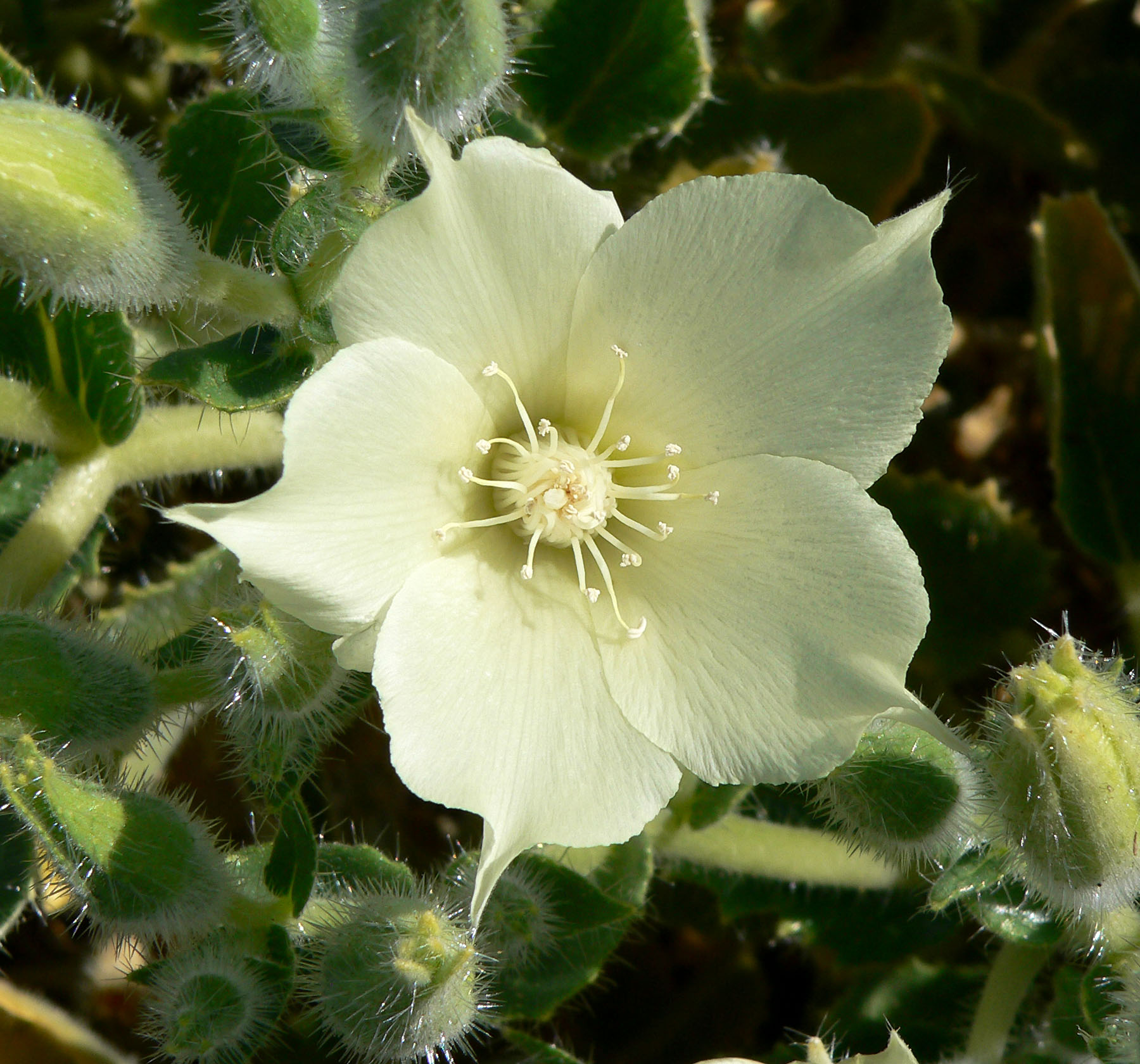
Radiärsymmetrische Blüte von Eucnide urens

Die zwittrigen Blüten sind meist radiärsymmetrisch und fünfzählig mit doppelter Blütenhülle. Die fünf Kelchblätter sind haltbar. Die fünf Kronblätter sind meist unverwachsen, flach oder flach bootförmig, nicht genagelt, ganzrandig, häutig und mit mehr als drei vom Ansatz ausgehenden Hauptnerven. 
Das Androeceum besteht meist aus vielen Kreisen, selten ist es obdiplostemon. Soweit vorhanden, sind die  Staminodien kronblattförmig und bis zum Ansatz hin unverwachsen. Die Staubfäden sind meist fadenförmig, gelegentlich verbreitert oder am Ende gabelig verzweigt. Die Staubbeutel öffnen sich von der Blütenmitte weg. Der Fruchtknoten enthält zahlreiche Samenanlage mit parietaler Plazentation.
Bei den zylindrischen Kapselfrüchten stehen Rippen nicht heraus und sie öffnen sich am äußeren Ende durch drei bis fünf Fruchtklappen. Die grauen oder braunen Samen sind eiförmig oder eckig oder seitlich abgeflacht.

## Verbreitung
Die Unterfamilie Mentzelioideae ist in der Neuen Welt verbreitet. Sie findet sich von Kanada bis Argentinien und strahlt bis auf die Galapagos-Inseln und Karibische Inseln aus. Mannigfaltigkeitszentrum ist Mexiko und der Südwesten der USA.

## Systematik
Die Unterfamilie Mentzelioideae enthält drei Gattungen mit knapp über hundert Arten:
- Mentzelia L.: Die etwa 95 Arten sind von Nordamerika über Mexiko, Zentralamerika und auf Karibischen Inseln bis Südamerika weitverbreitet.[1]
- Eucnide Zucc.: Sie etwa 14 Arten sind von den südlichen USA über besonders Mexiko bis Guatemala verbreitet.[1]
- Schismocarpus S.F.Blake: Sie enthält nur eine Art:
  - Schismocarpus pachypus S.F.Blake: Dieser Endemit kommt nur im mexikanischen Bundesstaat Oaxaca vor.